# جورج رايت (لاعب كرة قدم)
جورج رايت (بالإنجليزية: George Wright)‏ (1 يناير 1969 بجوهانسبرغ في جنوب أفريقيا - ) هو لاعب كرة قدم بريطاني في مركز الدفاع. لعب مع نادي فالكيرك وهارت أوف ميدلوثيان ودنبار يونايتد ‏ ونادي كاودينبيث لكرة القدم ونادي ليفينغستون لكرة القدم.

## وصلات خارجية
- جورج رايت على موقع قاعدة بيانات كرة القدم.إي يو (الإنجليزية)